# Jiří Ruml
Jiří Ruml (ur. 8 lipca 1925 w Pilźnie, zm. 20 lutego 2004 w Pradze) – dziennikarz czeski, działacz opozycji antykomunistycznej.
Pracował w wielu pismach i gazetach, brał udział w wydarzeniach praskiej wiosny. Po jej upadku został usunięty z partii komunistycznej i prześladowany. Był w gronie sygnatariuszy Karty 77, działał w organizacjach obrony praw człowieka, m.in. w Komitecie Obrony Niesłusznie Prześladowanych; kilkakrotnie więziony.
Od 1988 kierował gazetą „Lidové noviny”, początkowo wydawaną nielegalnie; po upadku władzy komunistycznej doprowadził „Lidové noviny” do wiodącej pozycji na czeskim rynku prasowym.
W 2001 dawny współpracownik z opozycji, prezydent Václav Havel, nadał mu wysokie odznaczenie – Order Zasługi Republiki Czeskiej.